# Coraebus florentinus
Coraebus florentinus é uma espécie de insetos coleópteros polífagos pertencente à família Buprestidae.
A autoridade científica da espécie é Herbst, tendo sido descrita no ano de 1801.
Trata-se de uma espécie presente no território português.